# Czernianka
Czernianka – osiedle typu miejskiego w Rosji, w obwodzie biełgorodzkim. W 2010 roku liczyło 15 217 mieszkańców.